# May Queen (rose)
Pour les articles homonymes, voir May Queen.
'May Queen' (ce qui signifie « reine de mai » en anglais) est un cultivar de rosier grimpant obtenu en 1898 par le Dr Van Fleet aux États-Unis et introduit par Conard & Jones Co.

## Description
'May Queen' est un rosier grimpant obtenu par croisement de Rosa wichuraiana et de 'Madame de Graw'. Il est très vigoureux et atteint facilement 4,55 m et jusqu'à 9,15 m de hauteur s'il est palissé, et 3,05 m  de largeur. Son feuillage dense est vert foncé brillant.
Les petites fleurs tétraploïdes de 'May Queen', en coupes arrondies, très parfumées aux senteurs de pomme, sont d'un rose délicat et portent 26 à 40 pétales. Non remontant, ce rosier fleurit une fois très abondamment à la fin du printemps ou au début de l'été.  
Sa zone de rusticité est de 4b à 9b. Il est très résistant aux maladies.

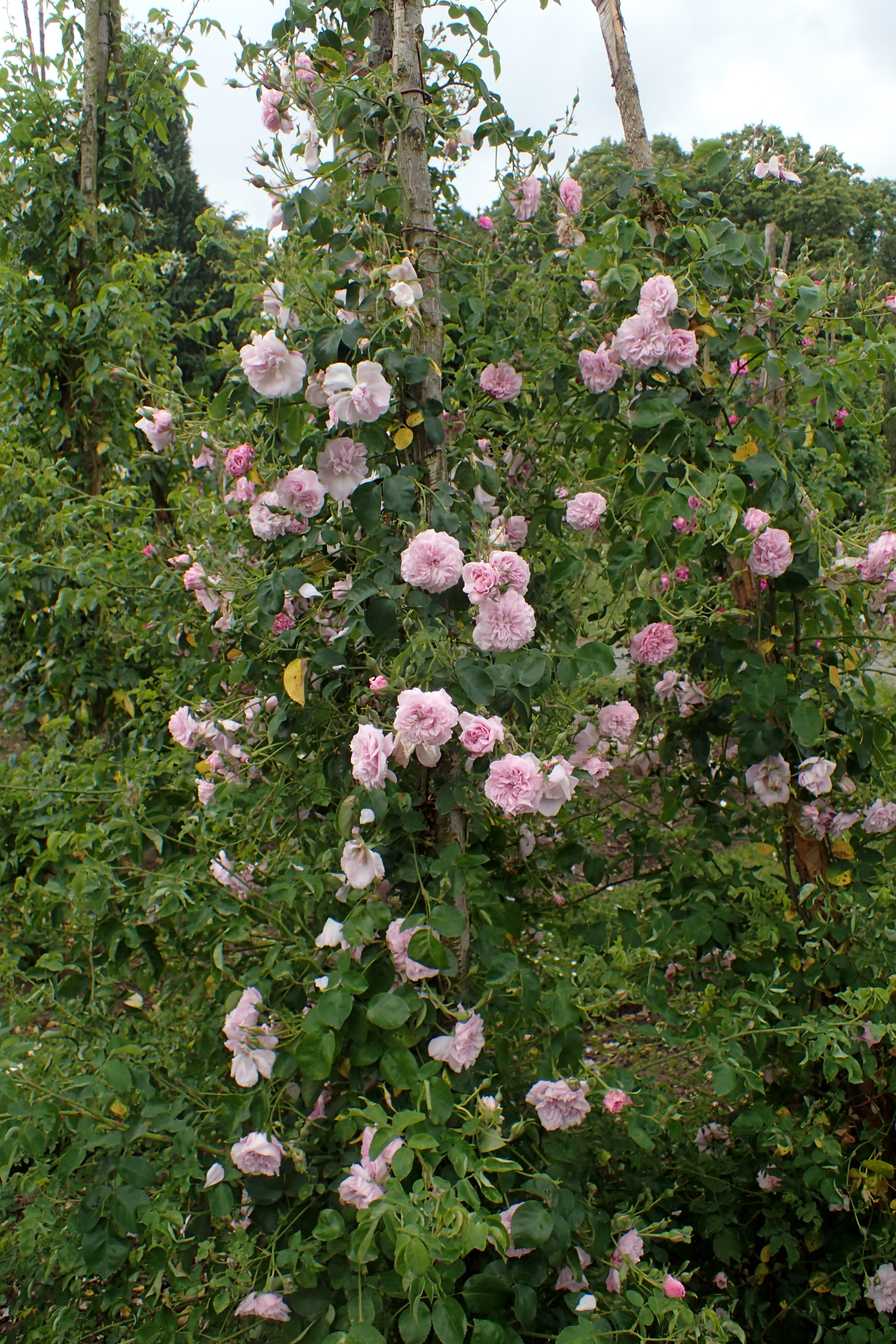
Rosier 'May Queen' à Sangerhausen.